# Kristinehamn
Kristinehamn je město v provincii Värmland na východě Švédska. V roce 2010 mělo 17 839 obyvatel.

## Geografie
Kristinehamn se nachází na severních březích jezera Vänern. Ve městě se nachází říční přístav, jakož i dobré železniční a silniční napojení na zbytek země. Blízká města Karlstad a Karlskoga jsou situovány přesně ve středu trojúhelníku měst Oslo, Stockholm a Göteborg se stejnou vzdáleností 250 km do každého z nich.

## Pamětihodnosti
Ve městě se nachází výstava děl Pabla Picassa a na březích jezera Vänern stojí 15 metrů vysoká socha tohoto umělce. Byla postavena v roce 1965 a je nejvyšší sochou Picassa na světě. Nejstarší runový kámen v provincii Värmland, Järsberg, se nachází přibližně 1 km na sever od města.